# Contea di Emmet (Iowa)
La contea di Emmet è una contea situata nello Stato USA dello Iowa. Nell'anno 2000, la popolazione era di 11.027 abitanti. Il capoluogo di contea è Estherville.

## Storia
Emmet County fu autorizzata dalla legge dello Stato dell'Iowa nel 1851, e prese il nome dal patriota irlandese patriot Robert Emmet. C'erano sufficienti insediamenti per l'organizzazione della contea in quell'area a partire dal 1859.

## Geografia fisica
Secondo l'U.S. Census Bureau, la contea ha un'area totale di 1.042 km²), (402 square miles), dei quali, 1.025 km², sono terra e 17 km², pari all'1,65% è acqua.

### Maggiori Highways
- Iowa Highway 4
- Iowa Highway 9
- Iowa Highway 15

### Contee Adiacenti
- Contea di Jackson (Minnesota) (nord ovest)
- Contea di Martin (Minnesota) (nord est)
- Contea di Kossuth, (Iowa) (est)
- Contea di Palo Alto, (Iowa) (sud)
- Contea di Dickinson (Iowa) (ovest)

## Società

### Evoluzione demografica

Piramide del censimento 2000 per la contea di Emmet.

Secondo il censimento statunitense del 2000, la popolazione era di 11.027 persone, 4.450 nuclei abitanti, e 2.910 famiglie residenti nella contea. La densità di popolazione era di 11 persone per km²(28 people per square mile). C'erano 4.889 unità abitative ad una densità di 5/km² (12 per square mile). La conformazione razziale era la seguente: 97,38% di razza bianca, lo 0,24% di razza nera o afro americani, lo 0,28% Nativi americani, lo 0,30% asiatici, lo 0,01% delle Isole del Pacifico, l'1,25% di altre razze e lo 0,54% di razze miste. Il 4,31% della popolazione erano Ispanici o Latini.
C'erano 4.450 nuclei abitativi dei quali il 27,90% aveva un bambino sotto i 18 anni convivente, il 55,00% erano coppie sposate conviventi, il 7,80% aveva un capo famiglia donna senza la presenza del marito, ed il 34,60% erano non-famiglie. Il 30,30% di tutti i nuclei abitativi era costituito da individui singoli ed il 15,30% era costituito da una persona di 65 anni o più vecchia. La composizione media di ogni nucleo era di 2,36 membri e la media per ogni famiglia era di 2,93.
Nella contea la popolazione era composta per il 24,20% da persone sotto i 18 anni, per il 10,10% dai 18 ai 24, per il 23,80% dai 25 ai 44, per il 22,50% dai 45 ai 64, ed il 19,40% avevano 65 anni o erano più anziani. La media dell'età per la contea era di 40 anni. Per ogni 100 femmine c'erano 94,40 maschi. Per ogni 100 femmine dai 18 anni in su c'erano 93,30 maschi.
Il reddito medio di ogni nucleo abitativo nella contea era di $33.305, ed il guadagno medio per ogni famiglia era di $41.296. I maschi avevano un reddito medio di $27.495 contro i $20.278 per le femmine. Il reddito pro capite per la contea era di $16.619. Circa il 5,20% delle famiglie e l'8,20% della popolazione si trovava sotto alla soglia di povertà, inclusi il 9,40% di coloro al di sotto dei 18 anni ed il 9,10% di coloro che avevano dai 65 anni in su.

## Città e comuni
- Armstrong (Iowa)
- Dolliver
- Estherville
- Forsyth
- Gridley
- Gruver (Iowa)
- Halfa
- Hoprig
- Huntington
- Maple Hill
- Raleigh
- Ringsted (Iowa)
- Wallingford (Iowa)